# Ayumi Hamasaki Countdown Live 2001–2002 A
ayumi hamasaki COUNTDOWN LIVE 2001–2002 A – album japońskiej piosenkarki Ayumi Hamasaki, wydany 29 stycznia 2003 roku jako część Ayumi Hamasaki COMPLETE LIVE BOX A. Na płycie zawarte są nagrania koncertów z cyklu "odliczanie na żywo" (ang. countdown live), które odbyły się 31 grudnia 2001 i 1 stycznia 2002 roku w Yoyogi National Gymnasium (Sala Pierwsza).

## Lista utworów
| Nr  | Tytuł                                        |
| --- | -------------------------------------------- |
| 1.  | "opening Run"                                |
| 2.  | "Connected"                                  |
| 3.  | "UNITE!"                                     |
| 4.  | "SURREAL"                                    |
| 5.  | "NEVER EVER〜SHOW TIME"                      |
| 6.  | "Fly high"                                   |
| 7.  | "Boys & Girls"                               |
| 8.  | "evolution"                                  |
| 9.  | "A Song is born"                             |
| 10. | "AUDIENCE"                                   |
| 11. | "Dearest"                                    |
| 12. | "Endless sorrow 〜gone with the wind ver.〜" |